# Temporada 2018-19 de la NBA
La temporada 2018-19 de la NBA fue la septuagésimo tercera temporada de la historia de la competición norteamericana de baloncesto. El Draft de la NBA se celebró el jueves 21 de junio de 2018, en el Barclays Center en Brooklyn, donde Phoenix Suns eligió en la primera posición. El All-Star Game de la NBA se celebró el 17 de febrero de 2019 en el Spectrum Center de Charlotte, Carolina del Norte.

## Transacciones

### Agencia libre
Las negociaciones de la agencia libre se iniciaron el 1 de julio de 2018. Los jugadores comenzaron a firmar a partir del 6 de julio.

### Retiradas
- El 10 de mayo de 2018, Nick Collison anunció su retirada de la NBA. Collison jugó todas sus quince temporadas en la franquicia de Seattle SuperSonics/Oklahoma City Thunder.[2]
- El 25 de mayo de 2018, tras disputar trece temporadas en la NBA para siete equipos diferentes, Mo Williams anunció su retirada como jugador, pasa pasar a ser entrenador asistente de Cal State Northridge.[3]
- El 27 de agosto de 2018, tras 23 años como jugador profesional y 18 años en San Antonio Spurs, el 4 veces campeón de la NBA y 2 veces All-Star Manu Ginóbili anunció su retiro definitivo de la actividad profesional.[4]
- El 14 de octubre de 2018 Richard Jefferson anunció su adiós al baloncesto después de 17 temporadas en activo.

### Cambios de entrenadores
| Fuera de la temporada | Fuera de la temporada | Fuera de la temporada |
| Equipo                | Temporada 2017-18     | Temporada 2018-19     |
| --------------------- | --------------------- | --------------------- |
| Atlanta Hawks         | Mike Budenholzer      | Lloyd Pierce          |
| Charlotte Hornets     | Steve Clifford        | James Borrego         |
| Detroit Pistons       | Stan Van Gundy        | Dwane Casey           |
| Milwaukee Bucks       | Joe Prunty (interino) | Mike Budenholzer      |
| New York Knicks       | Jeff Hornacek         | David Fizdale         |
| Orlando Magic         | Frank Vogel           | Steve Clifford        |
| Phoenix Suns          | Jay Triano (interino) | Igor Kokoškov         |
| Toronto Raptors       | Dwane Casey           | Nick Nurse            |

#### Tras el final de la temporada
- El 12 de abril de 2018, los New York Knicks despidieron al entrenador Jeff Hornacek tras no clasificar al equipo para los playoffs.[5] Además, fue despedido también el entrenador asociado Kurt Rambis.
- El 12 de abril de 2018, los Orlando Magic despidieron al entrenador Frank Vogel tras no clasificar al equipo para los playoffs.[6]
- El 13 de abril de 2018, los Charlotte Hornets despidieron al entrenador Steve Clifford tras no clasificar al equipo para los playoffs.[7]
- El 15 de abril de 2018, los Atlanta Hawks y Mike Budenholzer llegaron a un acuerdo para la disolución del contrato.[8]
- El 1 de mayo de 2018, los Memphis Grizzlies anunciaron que J. B. Bickerstaff se convertiría en el nuevo entrenador del equipo.[9]
- El 2 de mayo de 2018, los Phoenix Suns contrataron a Igor Kokoškov como entrenador principal.[10]
- El 7 de mayo de 2018, los New York Knicks contrataron a David Fizdale como entrenador principal.[11]
- El 7 de mayo de 2018, los Detroit Pistons despidieron a su entrenador Stan Van Gundy tras no clasificar al equipo a los playoffs por segunda temporada consecutiva.[12]
- El 10 de mayo de 2018, los Charlotte Hornets contrataron a James Borrego como entrenador principal.[13]
- El 11 de mayo de 2018, los Toronto Raptors despidieron a Dwane Casey después de que el equipo fuera barrido por los Cleveland Cavaliers por segunda temporada consecutiva en los playoffs; días después anunciaron que su asistente Nick Nurse sería el nuevo entrenador.[14]
- El 11 de mayo de 2018, los Atlanta Hawks contrataron a Lloyd Pierce como entrenador principal.[15]
- El 17 de mayo de 2018, los Milwaukee Bucks contrataron a Mike Budenholzer como entrenador principal.[16]
- El 30 de mayo de 2018, los Orlando Magic contrataron a Steve Clifford como entrenador principal.[17]

## Pabellones
- Esta fue la última temporada de los Golden State Warriors en el Oracle Arena, antes de trasladarse al nuevo Chase Center en San Francisco. Los Warriors jugarán su último partido de temporada regular en abril de 2019. Su último partido en este pabellón fue el 13 de junio de ese mismo año, en el que cayeron por 114-110 ante los Toronto Raptors, cayendo derrotados en la serie por 4 a 2.[18]
- Esta fue la primera temporada de los Milwaukee Bucks en el nuevo Fiserv Forum tras haber jugado en el Bradley Center entre 1988 y 2018. Los Bucks jugaron su primer partido allí en octubre de 2018.[19]
- El pabellón de los Toronto Raptors cambió su denominación de Air Canada Centre a Scotiabank Arena el 1 de julio de 2018.[20]

## Clasificaciones
Última actualización: 11 de abril de 2019
Entre paréntesis, puesto que ocupan en la clasificación de la Conferencia.

### Conferencia Este
| División Atlántico       | División Atlántico | División Atlántico | División Atlántico | División Atlántico | División Atlántico | División Atlántico |
| ------------------------ | ------------------ | ------------------ | ------------------ | ------------------ | ------------------ | ------------------ |
| Equipos                  | G                  | P                  | PCT                | PV                 | PP                 | PPR                |
| y-Toronto Raptors (2)    | 58                 | 24                 | .707               | —                  | 114.4              | 108.4              |
| x-Philadelphia 76ers (3) | 51                 | 31                 | .622               | 7.0                | 115.2              | 112.5              |
| x-Boston Celtics (4)     | 49                 | 33                 | .598               | 9.0                | 112.4              | 108.0              |
| x Brooklyn Nets (6)      | 42                 | 40                 | .512               | 16.0               | 112.2              | 112.3              |
| o-New York Knicks (15)   | 17                 | 65                 | .207               | 41.0               | 104.6              | 113.8              |

| División Central           | División Central | División Central | División Central | División Central | División Central | División Central |
| -------------------------- | ---------------- | ---------------- | ---------------- | ---------------- | ---------------- | ---------------- |
| Equipos                    | G                | P                | PCT              | PV               | PP               | PPR              |
| z-Milwaukee Bucks (1)      | 60               | 22               | .732             | —                | 118.1            | 109.3            |
| x-Indiana Pacers (5)       | 48               | 34               | .585             | 12.0             | 108.0            | 104.7            |
| x-Detroit Pistons (8)      | 41               | 41               | .500             | 19.0             | 107.0            | 107.3            |
| o-Chicago Bulls (13)       | 22               | 60               | .268             | 38.0             | 104.9            | 113.4            |
| o-Cleveland Cavaliers (14) | 19               | 63               | .232             | 41.0             | 104.5            | 114.1            |

| División Sureste          | División Sureste | División Sureste | División Sureste | División Sureste | División Sureste | División Sureste |
| ------------------------- | ---------------- | ---------------- | ---------------- | ---------------- | ---------------- | ---------------- |
| Equipos                   | G                | P                | PCT              | PV               | PP               | PPR              |
| y- Orlando Magic (7)      | 42               | 40               | .512             | —                | 107.3            | 106.6            |
| o- Charlotte Hornets (9)  | 39               | 43               | .476             | 3.0              | 110.7            | 111.8            |
| o- Miami Heat (10)        | 39               | 43               | .462             | 3.0              | 105.7            | 105.9            |
| o-Washington Wizards (11) | 32               | 50               | .390             | 10.0             | 114.0            | 116.9            |
| o-Atlanta Hawks (12)      | 29               | 53               | .354             | 13.0             | 113.3            | 119.4            |

### Conferencia Oeste
| División Noroeste             | División Noroeste | División Noroeste | División Noroeste | División Noroeste | División Noroeste | División Noroeste |
| ----------------------------- | ----------------- | ----------------- | ----------------- | ----------------- | ----------------- | ----------------- |
| Equipos                       | G                 | P                 | PCT               | PV                | PP                | PPR               |
| y-Denver Nuggets (2)          | 54                | 28                | .659              | —                 | 110.7             | 106.7             |
| x-Portland Trail Blazers (3)  | 53                | 29                | .646              | 1.0               | 114.7             | 110.5             |
| x-Utah Jazz (5)               | 50                | 32                | .610              | 4.0               | 111.7             | 106.5             |
| x-Oklahoma City Thunder (6)   | 49                | 33                | .598              | 5.0               | 114.5             | 111.1             |
| o-Minnesota Timberwolves (11) | 36                | 46                | .439              | 18.0              | 112.5             | 114.0             |

| División Pacífico           | División Pacífico | División Pacífico | División Pacífico | División Pacífico | División Pacífico | División Pacífico |
| --------------------------- | ----------------- | ----------------- | ----------------- | ----------------- | ----------------- | ----------------- |
| Equipos                     | G                 | P                 | PCT               | PV                | PP                | PPR               |
| c-Golden State Warriors (1) | 57                | 25                | .695              | —                 | 117.7             | 111.2             |
| x-Los Angeles Clippers (8)  | 48                | 34                | .585              | 9.0               | 115.1             | 114.3             |
| o-Sacramento Kings (9)      | 39                | 43                | .476              | 18.0              | 114.2             | 115.3             |
| o-Los Angeles Lakers (10)   | 37                | 45                | .451              | 20.0              | 111.8             | 113.5             |
| o-Phoenix Suns (15)         | 19                | 63                | .262              | 38.0              | 107.5             | 116.8             |

| División Suroeste           | División Suroeste | División Suroeste | División Suroeste | División Suroeste | División Suroeste | División Suroeste |
| --------------------------- | ----------------- | ----------------- | ----------------- | ----------------- | ----------------- | ----------------- |
| Equipos                     | G                 | P                 | PCT               | PV                | PP                | PPR               |
| y-Houston Rockets (4)       | 53                | 29                | .646              | —                 | 113.9             | 109.1             |
| x-San Antonio Spurs (7)     | 48                | 34                | .585              | 5.0               | 111.7             | 110.0             |
| o-Memphis Grizzlies (12)    | 33                | 49                | .402              | 20.0              | 103.5             | 106.1             |
| o-New Orleans Pelicans (13) | 33                | 49                | .402              | 20.0              | 115.4             | 116.8             |
| o-Dallas Mavericks (14)     | 33                | 49                | .402              | 20.0              | 108.9             | 110.1             |

Notas
- z – Alcanzada ventaja de campo en todos los playoffs
- c – Alcanzada ventaja de campo en los playoffs de conferencia
- y – Alcanzado título de división
- x – Alcanzado puesto en playoffs
- o – Eliminado de los playoffs

## Playoffs
Los Playoffs de la NBA de 2019 dieron comienzo el sábado 13 de abril de 2019 y terminaron con las Finales de la NBA de 2019.
|  | Primera ronda     | Primera ronda | Primera ronda |   |              | Semifinales de Conferencia | Semifinales de Conferencia | Semifinales de Conferencia |  |    | Finales de Conferencia | Finales de Conferencia | Finales de Conferencia |  |    | Finales de la NBA | Finales de la NBA | Finales de la NBA |
|  |                   |               |               |   |              |                            |                            |                            |  |    |                        |                        |                        |  |    |                   |                   |                   |
|  | E1                | Milwaukee     | 4             |   |              |                            |                            |                            |  |    |                        |                        |                        |  |    |                   |                   |                   |
|  | E8                | Detroit       | 0             |   |              |                            |                            |                            |  |    |                        |                        |                        |  |    |                   |                   |                   |
|  | E8                | Detroit       | 0             |   | E1           | Milwaukee                  | 4                          |                            |  |    |                        |                        |                        |  |    |                   |                   |                   |
|  |                   |               |               |   | E1           | Milwaukee                  | 4                          |                            |  |    |                        |                        |                        |  |    |                   |                   |                   |
|  |                   | E4            | Boston        | 1 |              |                            |                            |                            |  |    |                        |                        |                        |  |    |                   |                   |                   |
|  | E4                | E4            | Boston        | 1 | Boston       | 4                          |                            |                            |  |    |                        |                        |                        |  |    |                   |                   |                   |
|  | E4                |               |               |   | Boston       | 4                          |                            |                            |  |    |                        |                        |                        |  |    |                   |                   |                   |
|  | E5                | Indiana       | 0             |   |              |                            |                            |                            |  |    |                        |                        |                        |  |    |                   |                   |                   |
|  | E5                | Indiana       | 0             |   |              |                            |                            |                            |  | E1 | Milwaukee              | 2                      |                        |  |    |                   |                   |                   |
|  | Conferencia Este  |               |               |   |              |                            |                            |                            |  | E1 | Milwaukee              | 2                      |                        |  |    |                   |                   |                   |
|  |                   | E2            | Toronto       | 4 |              |                            |                            |                            |  |    |                        |                        |                        |  |    |                   |                   |                   |
|  | E3                | E2            | Toronto       | 4 | Philadelphia | 4                          |                            |                            |  |    |                        |                        |                        |  |    |                   |                   |                   |
|  | E3                |               |               |   | Philadelphia | 4                          |                            |                            |  |    |                        |                        |                        |  |    |                   |                   |                   |
|  | E6                | Brooklyn      | 1             |   |              |                            |                            |                            |  |    |                        |                        |                        |  |    |                   |                   |                   |
|  | E6                | Brooklyn      | 1             |   | E3           | Philadelphia               | 3                          |                            |  |    |                        |                        |                        |  |    |                   |                   |                   |
|  |                   |               |               |   | E3           | Philadelphia               | 3                          |                            |  |    |                        |                        |                        |  |    |                   |                   |                   |
|  |                   | E2            | Toronto       | 4 |              |                            |                            |                            |  |    |                        |                        |                        |  |    |                   |                   |                   |
|  | E2                | E2            | Toronto       | 4 | Toronto      | 4                          |                            |                            |  |    |                        |                        |                        |  |    |                   |                   |                   |
|  | E2                |               |               |   | Toronto      | 4                          |                            |                            |  |    |                        |                        |                        |  |    |                   |                   |                   |
|  | E7                | Orlando       | 1             |   |              |                            |                            |                            |  |    |                        |                        |                        |  |    |                   |                   |                   |
|  | E7                | Orlando       | 1             |   |              |                            |                            |                            |  |    |                        |                        |                        |  | E2 | Toronto           | 4                 |                   |
|  |                   |               |               |   |              |                            |                            |                            |  |    |                        |                        |                        |  | E2 | Toronto           | 4                 |                   |
|  |                   | O1            | Golden State  | 2 |              |                            |                            |                            |  |    |                        |                        |                        |  |    |                   |                   |                   |
|  | O1                | O1            | Golden State  | 2 | Golden State | 4                          |                            |                            |  |    |                        |                        |                        |  |    |                   |                   |                   |
|  | O1                |               |               |   | Golden State | 4                          |                            |                            |  |    |                        |                        |                        |  |    |                   |                   |                   |
|  | O8                | L.A. Clippers | 2             |   |              |                            |                            |                            |  |    |                        |                        |                        |  |    |                   |                   |                   |
|  | O8                | L.A. Clippers | 2             |   | O1           | Golden State               | 4                          |                            |  |    |                        |                        |                        |  |    |                   |                   |                   |
|  |                   |               |               |   | O1           | Golden State               | 4                          |                            |  |    |                        |                        |                        |  |    |                   |                   |                   |
|  |                   | O4            | Houston       | 2 |              |                            |                            |                            |  |    |                        |                        |                        |  |    |                   |                   |                   |
|  | O4                | O4            | Houston       | 2 | Houston      | 4                          |                            |                            |  |    |                        |                        |                        |  |    |                   |                   |                   |
|  | O4                |               |               |   | Houston      | 4                          |                            |                            |  |    |                        |                        |                        |  |    |                   |                   |                   |
|  | O5                | Utah          | 1             |   |              |                            |                            |                            |  |    |                        |                        |                        |  |    |                   |                   |                   |
|  | O5                | Utah          | 1             |   |              |                            |                            |                            |  | O1 | Golden State           | 4                      |                        |  |    |                   |                   |                   |
|  | Conferencia Oeste |               |               |   |              |                            |                            |                            |  | O1 | Golden State           | 4                      |                        |  |    |                   |                   |                   |
|  |                   | O3            | Portland      | 0 |              |                            |                            |                            |  |    |                        |                        |                        |  |    |                   |                   |                   |
|  | O3                | O3            | Portland      | 0 | Portland     | 4                          |                            |                            |  |    |                        |                        |                        |  |    |                   |                   |                   |
|  | O3                |               |               |   | Portland     | 4                          |                            |                            |  |    |                        |                        |                        |  |    |                   |                   |                   |
|  | O6                | Oklahoma      | 1             |   |              |                            |                            |                            |  |    |                        |                        |                        |  |    |                   |                   |                   |
|  | O6                | Oklahoma      | 1             |   | O3           | Portland                   | 4                          |                            |  |    |                        |                        |                        |  |    |                   |                   |                   |
|  |                   |               |               |   | O3           | Portland                   | 4                          |                            |  |    |                        |                        |                        |  |    |                   |                   |                   |
|  |                   | O2            | Denver        | 3 |              |                            |                            |                            |  |    |                        |                        |                        |  |    |                   |                   |                   |
|  | O2                | O2            | Denver        | 3 | Denver       | 4                          |                            |                            |  |    |                        |                        |                        |  |    |                   |                   |                   |
|  | O2                |               |               |   | Denver       | 4                          |                            |                            |  |    |                        |                        |                        |  |    |                   |                   |                   |
|  | O7                | San Antonio   | 3             |   |              |                            |                            |                            |  |    |                        |                        |                        |  |    |                   |                   |                   |

Negrita - Ganador de las series

## Estadísticas

### Líderes estadísticas individuales
| Categoría               | Jugador           | Equipo                | Estadística |
| ----------------------- | ----------------- | --------------------- | ----------- |
| Puntos por partido      | James Harden      | Houston Rockets       | 36.6        |
| Rebotes por partido     | Andre Drummond    | Detroit Pistons       | 15.0        |
| Asistencias por partido | Russell Westbrook | Oklahoma City Thunder | 11.2        |
| Robos por partido       | Paul George       | Oklahoma City Thunder | 2.29        |
| Tapones por partido     | Myles Turner      | Indiana Pacers        | 2.74        |
| Pérdidas por partido    | James Harden      | Houston Rockets       | 5.4         |
| Faltas por partido      | Jaren Jackson Jr. | Memphis Grizzlies     | 3.8         |
| Minutos por partido     | James Harden      | Houston Rockets       | 37.4        |
| % Tiros de campo        | Rudy Gobert       | Utah Jazz             | 65.4%       |
| % Tiros libres          | Malcolm Brogdon   | Milwaukee Bucks       | 93.8%       |
| % Triples               | Dāvis Bertāns     | San Antonio Spurs     | 47.6%       |
| Eficiencia por partido  | Anthony Davis     | New Orleans Pelicans  | 31.1        |
| Doble-dobles            | Joel Embiid       | Philadelphia 76ers    | 48          |
| Triple-dobles           | Russell Westbrook | Oklahoma City Thunder | 24          |

### Máximos individuales en un partido
| Categoría   | Jugador            | Equipo                 | Estadística |
| ----------- | ------------------ | ---------------------- | ----------- |
| Puntos      | James Harden       | Houston Rockets        | 61          |
| Rebotes     | Karl-Anthony Towns | Minnesota Timberwolves | 27          |
| Asistencias | Russell Westbrook  | Oklahoma City Thunder  | 24          |
| Robos       | Kyrie Irving       | Boston Celtics         | 8           |
| Tapones     | Hassan Whiteside   | Miami Heat             | 9           |
| Tapones     | Mitchell Robinson  | New York Knicks        | 9           |
| Triples     | Klay Thompson      | Golden State Warriors  | 14          |

### Líderes por equipo
| Categoría               | Equipo                | Estadística |
| ----------------------- | --------------------- | ----------- |
| Puntos por partido      | Golden State Warriors | 118.8       |
| Rebotes por partido     | Milwaukee Bucks       | 48.8        |
| Asistencias por partido | Golden State Warriors | 29.5        |
| Robos por partido       | Oklahoma City Thunder | 10.2        |
| Tapones por partido     | Golden State Warriors | 6.5         |
| Pérdidas por partido    | Atlanta Hawks         | 17.8        |
| % Tiros de campo        | Golden State Warriors | 49.1%       |
| % Tiros libres          | San Antonio Spurs     | 82.3%       |
| % Tiros de 3            | San Antonio Spurs     | 40.9%       |
| +/−                     | Milwaukee Bucks       | +9.8        |

## Premios

### Reconocimientos individuales
Los premios se presentarán en la ceremonia de entrega de premios de la NBA, que se celebrará el 24 de junio. Los finalistas para los premios elegidos se anunciaron durante los playoffs y los ganadores se revelarán en la ceremonia de entrega de premios.
| Premio                                   | Ganador(es)                             | Finalistas                                                                  |
| ---------------------------------------- | --------------------------------------- | --------------------------------------------------------------------------- |
| MVP de la Temporada                      | Giannis Antetokounmpo (Milwaukee Bucks) | Paul George (Oklahoma City Thunder) James Harden (Houston Rockets)          |
| Mejor Defensor                           | Rudy Gobert (Utah Jazz)                 | Giannis Antetokounmpo (Milwaukee Bucks) Paul George (Oklahoma City Thunder) |
| Rookie del Año                           | Luka Dončić (Dallas Mavericks)          | Deandre Ayton (Phoenix Suns) Trae Young (Atlanta Hawks)                     |
| Mejor Sexto Hombre                       | Lou Williams (Los Angeles Clippers)     | Montrezl Harrell (Los Angeles Clippers) Domantas Sabonis (Indiana Pacers)   |
| Jugador Más Mejorado                     | Pascal Siakam (Toronto Raptors)         | De'Aaron Fox (Sacramento Kings) D'Angelo Russell (Brooklyn Nets)            |
| Entrenador del Año                       | Mike Budenholzer (Milwaukee Bucks)      | Michael Malone (Denver Nuggets) Doc Rivers (Los Angeles Clippers)           |
| Ejecutivo del Año                        | Jon Horst (Milwaukee Bucks)             |                                                                             |
| Jugador Más Deportivo                    | Mike Conley Jr. (Memphis Grizzlies)     |                                                                             |
| Premio Mejor Ciudadano J. Walter Kennedy | Damian Lillard (Portland Trail Blazers) |                                                                             |
| Compañero del Año                        | Bradley Beal (Washington Wizards)       |                                                                             |
| Premio Hustle                            | Marcus Smart (Boston Celtics)           |                                                                             |

| - Mejor quinteto: - F Giannis Antetokounmpo, Milwaukee Bucks - F Paul George, Oklahoma City Thunder - C Nikola Jokić, Denver Nuggets - G Stephen Curry, Golden State Warriors - G James Harden, Houston Rockets | - 2.º mejor quinteto: - F Kevin Durant, Golden State Warriors - F Kawhi Leonard, Toronto Raptors - C Joel Embiid, Philadelphia 76ers - G Damian Lillard, Portland Trail Blazers - G Kyrie Irving, Boston Celtics | - 3.er mejor quinteto: - F LeBron James, Los Angeles Lakers - F Blake Griffin, Detroit Pistons - C Rudy Gobert, Utah Jazz - G Kemba Walker, Charlotte Hornets - G Russell Westbrook, Oklahoma City Thunder |

| - Mejor quinteto defensivo: - F Giannis Antetokounmpo, Milwaukee Bucks - F Paul George, Oklahoma City Thunder - C Rudy Gobert, Utah Jazz - G Eric Bledsoe, Milwaukee Bucks - G Marcus Smart, Boston Celtics | - 2.º mejor quinteto defensivo: - F Draymond Green, Golden State Warriors - F Kawhi Leonard, Toronto Raptors - C Joel Embiid, Philadelphia 76ers - G Klay Thompson, Golden State Warriors - G Jrue Holiday, New Orleans Pelicans |

| - Mejor quinteto de rookies: - Deandre Ayton, Phoenix Suns - Marvin Bagley III, Sacramento Kings - Luka Dončić, Dallas Mavericks - Jaren Jackson Jr., Memphis Grizzlies - Trae Young, Atlanta Hawks | - 2.º mejor quinteto de rookies: - Shai Gilgeous-Alexander, Los Angeles Clippers - Collin Sexton, Cleveland Cavaliers - Landry Shamet, Los Angeles Clippers - Mitchell Robinson, New York Knicks - Kevin Huerter, Atlanta Hawks |

### Jugadores de la semana
| Semana                            | Conferencia Este                              | Conferencia Oeste                               | Ref.          |
| --------------------------------- | --------------------------------------------- | ----------------------------------------------- | ------------- |
| 15 al 21 de octubre               | Kemba Walker (Charlotte Hornets) (1/2)        | Nikola Jokic (Denver Nuggets) (1/3)             | [ 25 ] [ 26 ] |
| 22 al 28 de octubre               | Giannis Antetokounmpo (Milwaukee Bucks) (1/6) | Stephen Curry (Golden State Warriors) (1/1)     | [ 27 ] [ 28 ] |
| 29 de octubre al 4 de noviembre   | Victor Oladipo (Indiana Pacers) (1/1)         | Russell Westbrook (Oklahoma City Thunder) (1/2) | [ 29 ]        |
| 5 al 11 de noviembre              | Pascal Siakam (Toronto Raptors) (1/1)         | C. J. McCollum (Portland Trail Blazers) (1/1)   | [ 30 ]        |
| 12 al 18 de noviembre             | Nikola Vucevic (Orlando Magic) (1/1)          | Anthony Davis (New Orleans Pelicans) (1/1)      | [ 31 ]        |
| 19 al 25 de noviembre             | Giannis Antetokounmpo (Milwaukee Bucks) (2/6) | Tobias Harris (Los Angeles Clippers) (1/1)      | [ 32 ] [ 33 ] |
| 26 de noviembre al 2 de diciembre | Kawhi Leonard (Toronto Raptors) (1/2)         | Paul Millsap (Denver Nuggets) (1/2)             | [ 34 ] [ 35 ] |
| 3 al 9 de diciembre               | Bradley Beal (Washington Wizards) (1/1)       | Stephen Curry (Golden State Warriors) (2/2)     | [ 36 ] [ 37 ] |
| 10 al 16 de diciembre             | Thaddeus Young (Indiana Pacers) (1/1)         | James Harden (Houston Rockets) (1/1)            | [ 38 ]        |
| 10 al 16 de diciembre             | Giannis Antetokounmpo (Milwaukee Bucks) (3/6) | Paul George (Oklahoma City Thunder) (1/3)       | [ 39 ]        |
| 24 al 30 de diciembre             | Giannis Antetokounmpo (Milwaukee Bucks) (4/6) | James Harden (Houston Rockets) (2/2)            | [ 40 ]        |
| 31 de diciembre al 6 de enero     | Joel Embiid (Philadelphia 76ers) (1/1)        | Nikola Jokić (Denver Nuggets) (2/3)             | [ 41 ] [ 42 ] |
| 7 al 13 de enero                  | Kawhi Leonard (Toronto Raptors) (2/2)         | Donovan Mitchell (Utah Jazz) (1/1)              | [ 43 ] [ 44 ] |
| 14 al 20 de enero                 | D'Angelo Russell (Brooklyn Nets) (1/1)        | James Harden (3/3)                              | [ 45 ] [ 46 ] |
| 21 al 27 de enero                 | Giannis Antetokounmpo (Milwaukee Bucks) (5/6) | Paul George (Oklahoma City Thunder) (2/3)       | [ 47 ]        |
| 28 de enero al 4 de febrero       | Giannis Antetokounmpo (Milwaukee Bucks) (6/6) | Nikola Jokić (Denver Nuggets) (3/3)             | [ 48 ] [ 49 ] |
| 4 al 10 de febrero                | Bojan Bogdanović (Indiana Pacers) (1/1)       | Paul George (Oklahoma City Thunder) (3/3)       | [ 50 ]        |
| 25 de febrero al 3 de marzo       | Ben Simmons (Philadelphia 76ers) (1/1)        | Donovan Mitchell (Utah Jazz) (2/2)              | [ 51 ] [ 52 ] |
| 4 al 10 de marzo                  | Andre Drummond (Detroit Pistons) (1/2)        | Mike Conley Jr. (Memphis Grizzlies) (1/1)       | [ 53 ] [ 54 ] |
| 11 al 17 de marzo                 | Bradley Beal (Washington Wizards) (2/2)       | Rudy Gobert (Utah Jazz) (1/1)                   | [ 55 ] [ 56 ] |
| 18 al 24 de marzo                 | Trae Young (Atlanta Hawks) (1/1)              | James Harden (Houston Rockets) (4/4)            | [ 57 ] [ 58 ] |
| 25 al 31 de marzo                 | Andre Drummond (Detroit Pistons) (2/2)        | Damian Lillard (Portland Trail Blazers) (1/1)   | [ 59 ] [ 60 ] |
| 1 al 7 de abril                   | Kemba Walker (Charlotte Hornets) (2/2)        | Russell Westbrook (Oklahoma City Thunder) (2/2) | [ 61 ]        |

### Jugadores del Mes
Los siguientes jugadores fueron nombrados Jugadores del Mes de las Conferencias Este y Oeste.
| Mes               | Conferencia Este                              | Conferencia Oeste                          | Ref.          |
| ----------------- | --------------------------------------------- | ------------------------------------------ | ------------- |
| octubre/noviembre | Giannis Antetokounmpo (Milwaukee Bucks) (1/4) | Tobias Harris (Los Angeles Clippers) (1/1) | [ 62 ] [ 63 ] |
| diciembre         | Giannis Antetokounmpo (Milwaukee Bucks) (2/4) | James Harden (Houston Rockets) (1/3)       | [ 64 ]        |
| enero             | Joel Embiid (Philadelphia 76ers) (1/1)        | James Harden (Houston Rockets) (2/3)       | [ 65 ]        |
| febrero           | Giannis Antetokounmpo (Milwaukee Bucks) (3/4) | Paul George (Oklahoma City Thunder) (1/1)  | [ 66 ]        |
| marzo/abril       | Giannis Antetokounmpo (Milwaukee Bucks) (4/4) | James Harden (Houston Rockets) (3/3)       | [ 67 ] [ 68 ] |

### Rookies del Mes
Los siguientes jugadores fueron nombrados Rookie del Mes de las Conferencias Este y Oeste.
| Mes               | Conferencia Este                   | Conferencia Oeste                    | Ref.          |
| ----------------- | ---------------------------------- | ------------------------------------ | ------------- |
| octubre/noviembre | Trae Young (Atlanta Hawks) (1/4)   | Luka Dončić (Dallas Mavericks) (1/5) | [ 69 ]        |
| diciembre         | Kevin Knox (New York Knicks) (1/1) | Luka Dončić (Dallas Mavericks) (2/5) | [ 70 ]        |
| enero             | Trae Young (Atlanta Hawks) (2/4)   | Luka Dončić (Dallas Mavericks) (3/5) | [ 71 ]        |
| febrero           | Trae Young (Atlanta Hawks) (3/4)   | Luka Dončić (Dallas Mavericks) (4/5) | [ 72 ] [ 73 ] |
| marzo/abril       | Trae Young (Atlanta Hawks) (4/4)   | Luka Dončić (Dallas Mavericks) (5/5) | [ 74 ] [ 75 ] |

### Entrenadores del Mes
Los siguientes entrenadores fueron nombrados Entrenadores del Mes de las Conferencias Este y Oeste.
| Mes               | Conferencia Este                         | Conferencia Oeste                           | Ref.          |
| ----------------- | ---------------------------------------- | ------------------------------------------- | ------------- |
| octubre/noviembre | Nick Nurse (Toronto Raptors) (1/1)       | Doc Rivers (Los Angeles Clippers) (1/1)     | [ 76 ] [ 77 ] |
| diciembre         | Nate McMillan (Indiana Pacers) (1/1)     | Mike D'Antoni (Houston Rockets) (1/1)       | [ 78 ] [ 79 ] |
| enero             | Mike Budenholzer (Milwaukee Bucks) (1/2) | Steve Kerr (Golden State Warriors) (1/1)    | [ 80 ] [ 81 ] |
| febrero           | Mike Budenholzer (Milwaukee Bucks) (2/2) | Terry Stotts (Portland Trail Blazers) (1/2) | [ 82 ]        |
| marzo/abril       | Steve Clifford (Orlando Magic) (1/1)     | Terry Stotts (Portland Trail Blazers) (2/2) | [ 83 ] [ 84 ] |

## Uniformes patrocinados
Por segundo año consecutivo en la historia de la NBA los uniformes de los equipos podrán lucir patrocinios de marcas comerciales. La temporada anterior veintiún equipos llegaron a acuerdos de esponsorización con otras tantas empresas, y a esta campaña se le sumaron los otros nueve nuevos equipos que confirmaron acuerdos con:
- Chicago Bulls: Zenni Optical[85]
- Houston Rockets: ROKiT Phones[86]
- Indiana Pacers: Motorola[87]
- Memphis Grizzlies: FedEx[88]
- Oklahoma City Thunder: Love's Travel Stops & Country Stores[89]
- Phoenix Suns: PayPal[90]
- Portland Trail Blazers: Performance Health[91]
- San Antonio Spurs: Frost Bank[92]
- Washington Wizards: GEICO[93]